# Bakersfield Sound

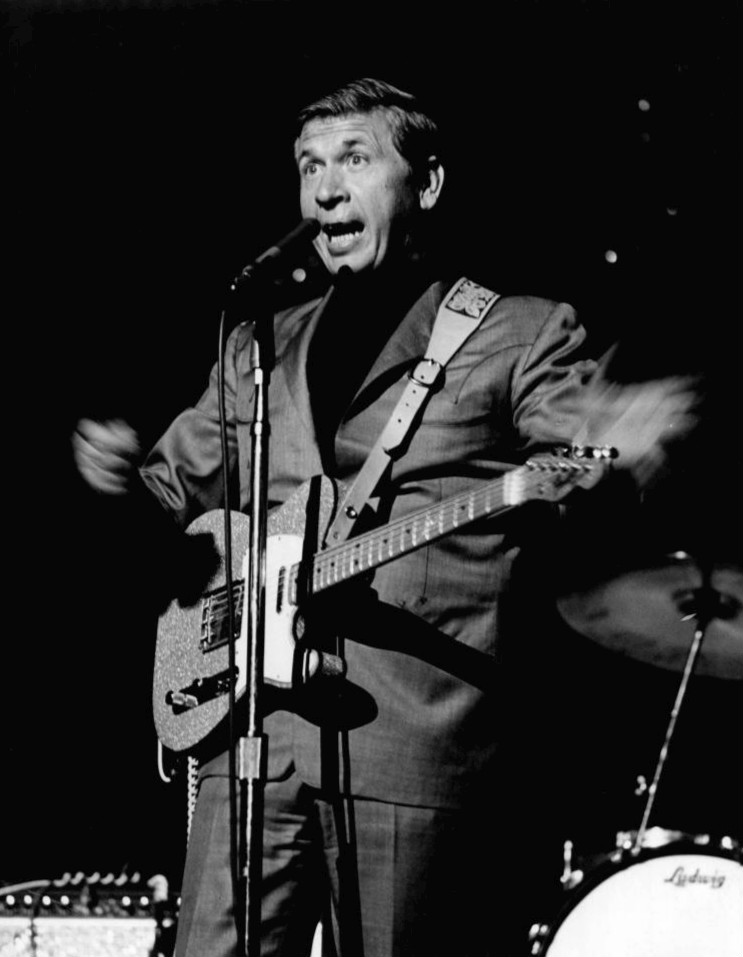
Buck Owens (1968)

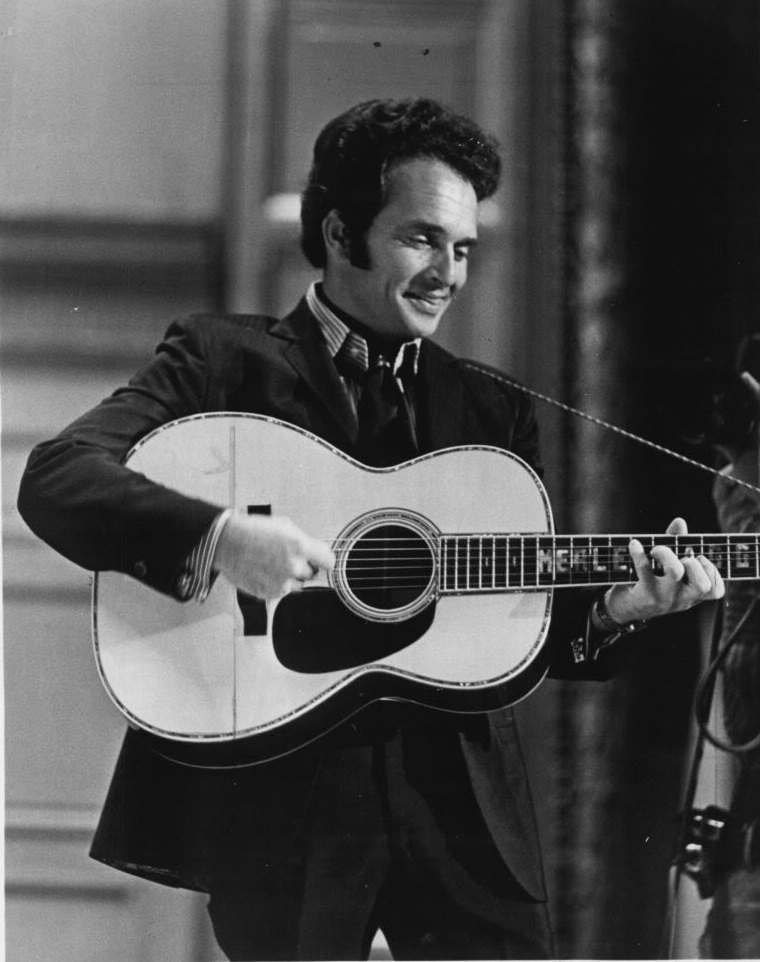
Merle Haggard (1971)

Bakersfield Sound är en form av countrymusik som utvecklades i och runt staden Bakersfield i Kalifornien under slutet av 1950-talet och början av 1960-talet. 
Stilen har hämtat influenser från honkytonk och rock'n'roll. Bakersfield Sound kom till som en reaktion mot det välproducerade och välpolerade Nashvillesoundet, som var populärt under den här tiden. Musiken är dansvänlig och karaktäriseras av ett taktfast trumbeat, el-gitarrer och steel guitar, som tillsammans framkallar ett nästan "ringande" ljud. Fender Telecaster-gitarr har en central roll i musiken, och även fiol förekommer.
Det var bönder från Oklahoma och andra närliggande stater, så kallade "Okies", som förde countrymusiken till Kalifornien när de flyttade dit under depressionen på 1930-talet.
Kända utövare är Buck Owens, Merle Haggard, Tommy Collins, Wynn Stewart, Red Simpson och Dwight Yoakam.